# Epikantus

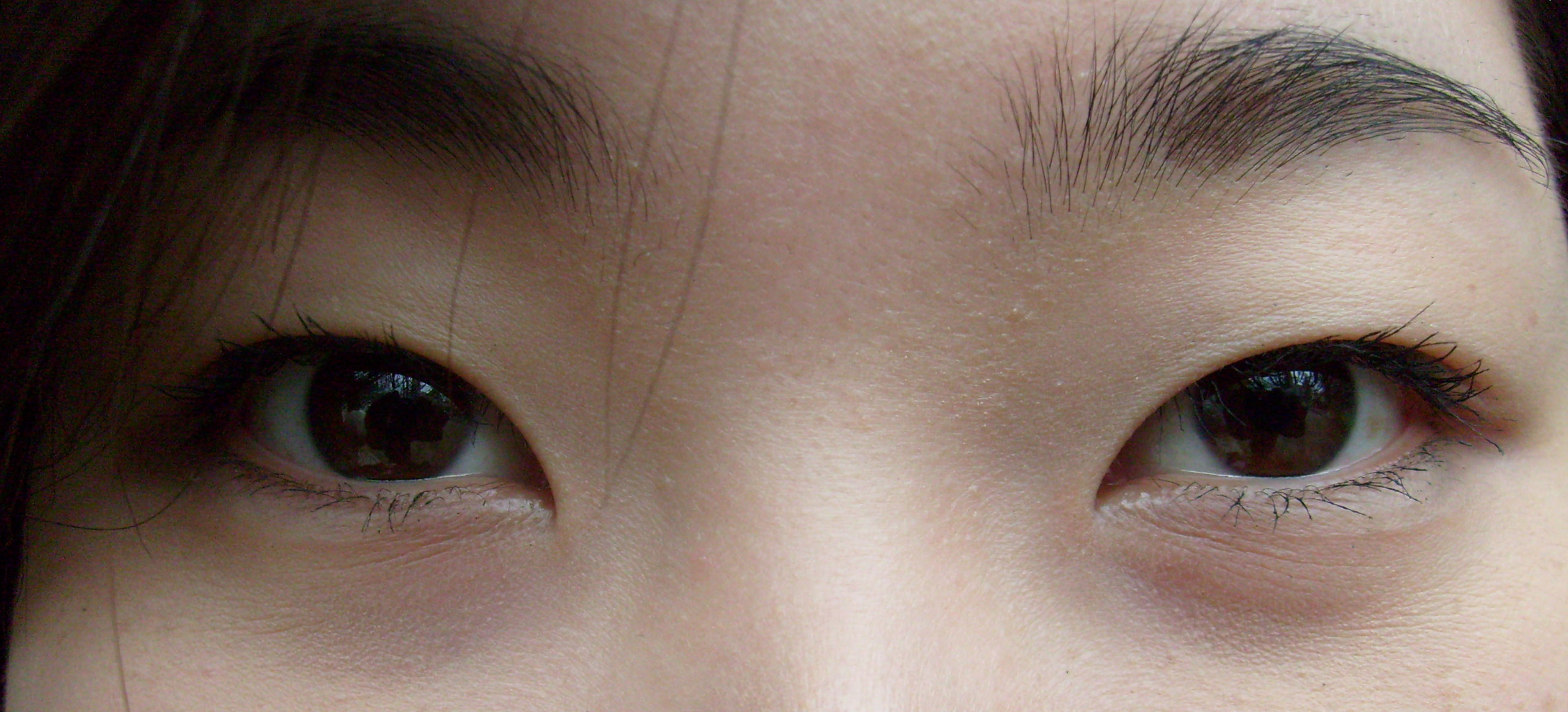
Epikantus

Epikantus, řidčeji též epikant je kožní záhyb horního víčka překrývající vnitřní koutek oka. Vznikl jako prvek adaptace na chladné prostředí plné prachových částic, které panovalo ve středoasijských stepích, odkud pocházejí mongoloidé.
Vyskytuje se u asijské mongoloidní populace, amerických Indiánů, Eskymáků a Austronésanů. Austronésané, kteří pocházejí z Tchaj-wanu, se rozšířili v oblasti od Havaje po Madagaskar, takže ho můžeme najít u Samoanů, Tonganů, Mikronésanů a Malgašů. V Evropě se vyskytuje vzácně, a to zvláště v oblasti východní Evropy a Skandinávie.
Nezávisle na této oblasti rozšíření se s epikantem často lze setkat i v Africe u Křováků a jihosúdánských Dinků.

## Genetika
Epikantus se vyskytuje také při trisomii 21. chromozomu (Downův syndrom) a různých jiných genetických poruchách.